# Loitsche-Heinrichsberg
Loitsche-Heinrichsberg – miejscowość i gmina w Niemczech, w kraju związkowym Saksonia-Anhalt, w powiecie Börde, należąca do gminy związkowej Elbe-Heide.
Dzielnice gminy:
- Loitsche
- Heinrichsberg
- Ramstedt